# 生病的小狗

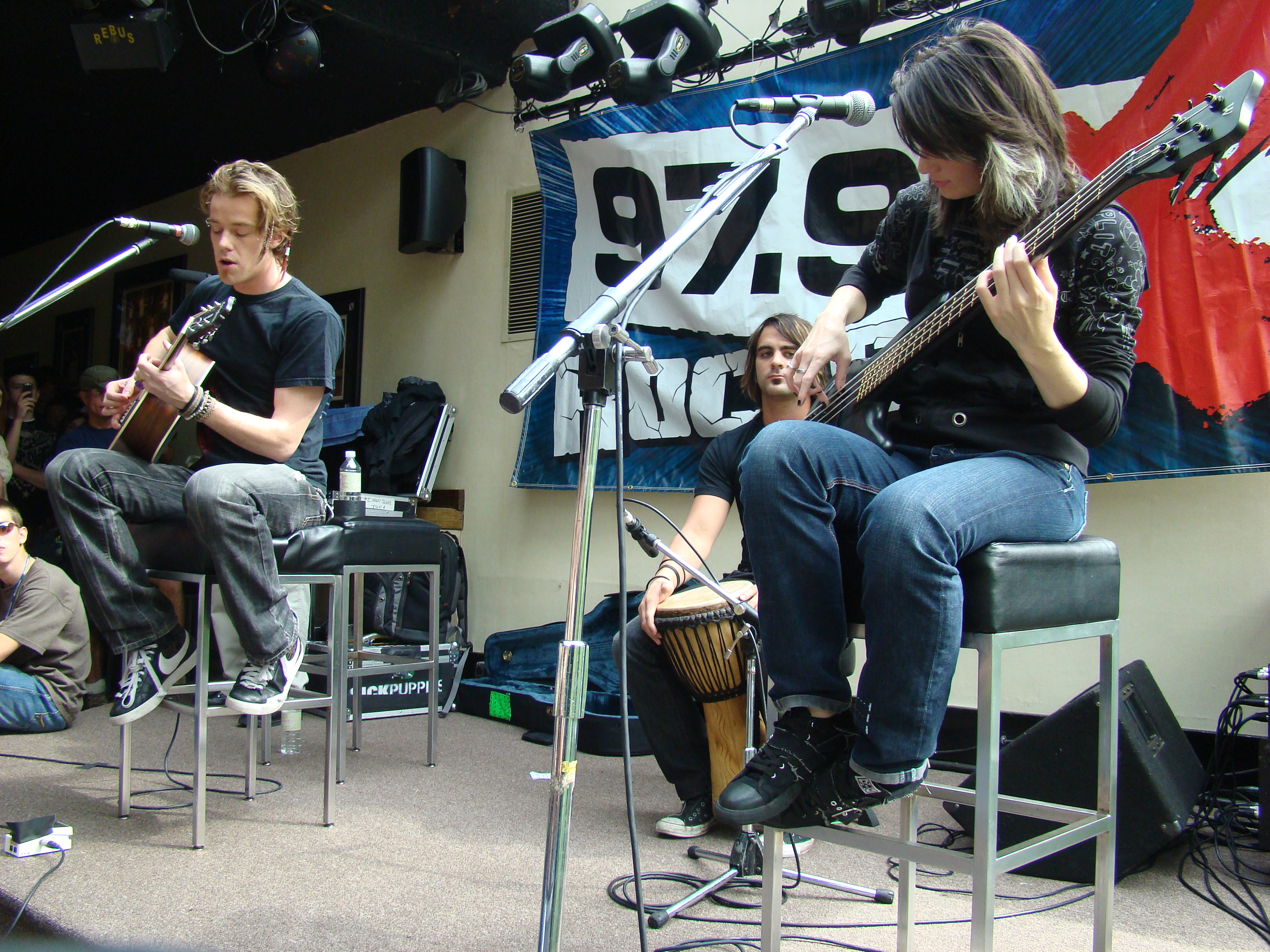
生病的小狗正在表演

生病的小狗（英語：Sick Puppies）是一支澳大利亚的另類金屬乐队，成立于1997年的新南威尔士州悉尼。成员有主唱兼吉他手賽門摩爾和貝斯手艾瑪安西。在1997年的莫斯曼高中音樂學院，他們兩個相遇是因為他熱愛銀椅樂團。最初賽門打鼓艾瑪彈吉他，他們時常練習年輕歲月樂團，討伐體制樂團和銀椅樂團的歌曲，到最後他們也寫了自己的歌曲。很快，克里斯密爾斯奇也入團並成為鼓手。